# Parc aquatique de Tianjin
Le Parc aquatique de Tianjin (Sinogramme simplifié et traditionnel : 天津水上公园 ; pinyin : Tiānjīn Shuǐshàng Gōngyuán) est le plus grand jardin public et zone de loisir à Tianjin, en République populaire de Chine. Le parc a été ouvert en 1951 et couvre une surface de 126,71 hectares. Le parc constitue une attraction touristique depuis son inscription à la liste des sites pittoresques de niveau 4A par l'Administration nationale du tourisme, en 2004.

## Histoire
Le parc aquatique de Tianjin était d'abord connu sous le nom d'Étang du grand dragon (青龙潭) avant sa fondation officielle. Historiquement, le site est réputé pour sa végétation luxuriante et ses écosystèmes naturels, en particulier en été et en automne.
Avec la fondation des universités de Beiyang et Nankai au début du XIXe siècle, les étendues d'eau sont devenues populaires pour les équipes pédagogique et pour les étudiants qui viennent y nager pendant les deux mois les plus chauds de l'été.
Les travaux d'aménagement du parc commencent le 26 août 1950 et il est officiellement ouvert au public le 1er juillet 1951.

## Agencement du parc

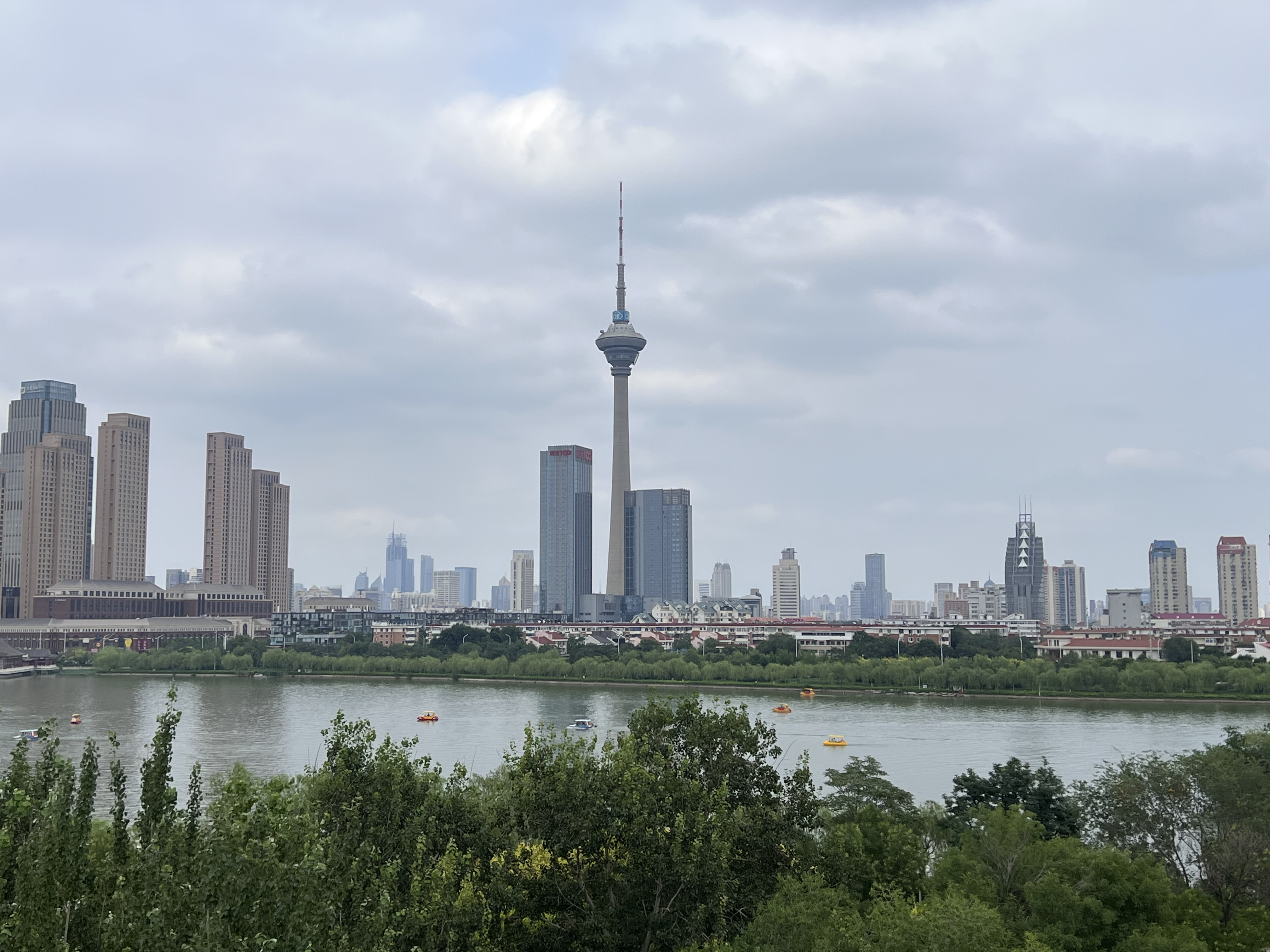
Parc aquatique de Tianjin

Le parc lacustre de Tianjin est constitué de neuf îles et de trois lacs (lac oriental, lac occidental et lac méridional). Autour des étendues d'eau, on trouve des allées de promenade, des pagodes et des jardins. Ces jardins sont des vitrines à la fois de l'architecture chinoise et étrangère.

## Activités
La zone de loisir du parc possède une des plus grandes roues de la ville. Les visiteurs sont amenés à voyager sur les lacs dans des barques ou des navettes motorisées. Le parc change de thème en fonction des saisons. Par exemple, pendant l'été, on assiste à un spectacle de tulipes, et à l'automne à un spectacle de chrysanthèmes.